# Municipio de Allodium
El municipio de Allodium (en inglés: Allodium Township) es un municipio ubicado en el condado de Graham en el estado estadounidense de Kansas. En el año 2010 tenía una población de 51 habitantes y una densidad poblacional de 0,29 personas por km².

## Geografía
El municipio de Allodium se encuentra ubicado en las coordenadas 39°30′6″N 100°5′50″O / 39.50167, -100.09722. Según la Oficina del Censo de los Estados Unidos, el municipio tiene una superficie total de 174.84 km², de la cual 174,76 km² corresponden a tierra firme y (0,04 %) 0,08 km² es agua.

## Demografía
Según el censo de 2010, había 51 personas residiendo en el municipio de Allodium. La densidad de población era de 0,29 hab./km². De los 51 habitantes, el municipio de Allodium estaba compuesto por el 100 % blancos. Del total de la población el 0 % eran hispanos o latinos de cualquier raza.